# 유로파 유니버설리스
유로파 유니버설리스(Europa Universalis)는 패러독스 인터랙티브에서 2000년에 처음 출시한 비디오 게임이다. 필립 티보(Philippe Thibault)의 동명의 보드 게임을 바탕으로 해서 만들어졌으며 장르는 실시간 전략 시뮬레이션이다. 수석 게임 프로그래머는 요한 안데르손이다.

## 이 게임은 (시리즈 최신작 유로파 유니버셜리스 4 기준)
플레이어는 세계 어느나라든 하나를 선택하여(다른 시나리오에서는 다른 나라도 선택할 수 있다) 1444년부터 1821(시나리오 없이는 1836년까지 가능)년까지 전쟁, 외교, 식민지 등을 통해 힘을 키운다. 2952개의 프로빈스들로 나뉜 전장에서 실시간으로 진행된다.

## 평가
이 게임은 높은 게임성과 전략성 덕분에 놀랄 만한 히트를 기록했다. 패러독스는 이 예상치 못한 성공을 발판으로 삼아 이후 출시한 게임들인 빅토리아 2, 크루세이더킹, 하츠 오브 아이언 4 역시 히트시켰다.

## 같이 보기
- 패러독스 인터랙티브 게임 목록